# Phyllergates
Phyllergates là một chi chim trong họ Cettiidae.